# Jeffrey Zeig
Jeffrey K. Zeig (* 6. November 1947 in New York City) ist ein US-amerikanischer Psychologe, Psychotherapeut, Hypnotherapeut und Familientherapeut. Er ist ein Schüler von Milton H. Erickson und hat dessen Utilisationskonzept weiterentwickelt.

## Leben und Werk
Sein Universitätsstudium in East Lansing, Michigan, schloss er mit dem Bachelor ab und das zweite in San Francisco  mit dem Master of Science in Klinischer Psychologie. Zugleich ließ er sich bei Bob und Mary Goulding in der Transaktionsanalyse und bei Salvador Minuchin, Virginia Satir und Carl Whitaker in Familientherapie ausbilden. 1973 begegnete er erstmals Milton H. Erickson und war tief beeindruckt. Er studierte daraufhin die Arbeiten seines Lehrers intensiv und promovierte 1977 zu einem Aspekt der Hypnose an der Georgia State University in Atlanta. Im Jahr 1978 übersiedelte er nach Phoenix, Arizona, dem Wohnsitz von Erickson. Dort eröffnete er eine eigene Praxis. 1980 publizierte er erstmals über Ein Lehrseminar mit Milton H. Erickson, das Buch wurde in acht Sprachen übersetzt.
Jeffrey Zeig ist in der therapeutischen Landschaft der Vereinigten Staaten weithin anerkannt. Von 1974 bis 1985 war er Clinical Member der International Transactional Analysis Association, 1988 bis 1992 Adjunct Assistant Professor an der Arizona State University. 1990 schrieb er ein Buch über Kurztherapie mit dem Titel Brief Therapy: Myths, methods and metaphors.
Als Verdienst von Jeffrey Zeig wird in der Fachwelt insbesondere die Erklärung, Systematisierung und Strukturierung der Hypnotherapie von Milton H. Erickson angesehen. Mit institutioneller Arbeit, zahlreichen Publikationen und Lehrtätigkeit hat er dieser Therapierichtung zu internationaler Anerkennung verholfen. Schwerpunkt seines eigenen Therapieansatzes ist, nicht nur individuelle Eigenschaften seines Klienten, sondern auch dessen Probleme zu utilisieren (nutzen), um daraus Lösungen zu konstruieren. Zumindest in der Zielsetzung einer effizienten Therapie steht er in einer Linie mit so unterschiedlichen Konzepten, wie der Kurztherapie am Mental Research Institute in Palo Alto, dem analytischen Kurztherapieansatz von Habib Davanloo in Kanada oder der Schule von Milwaukee, die von Insoo Kim Berg und Steve de Shazer gegründet wurde.
Zeig ist mehrfacher Funktionsträger. Er hat die Milton H. Erickson Foundation gegründet und leitet sie. Er ist Präsident des Verlagshauses Zeig, Tucker & Theisen. Er gilt als Architekt der Evolution of Psychotherapy Conferences, die seit 1985 stattfinden, und organisiert Kurztherapie- und Paartherapie-Konferenzen. Er ist Herausgeber mehrerer Zeitschriften, Fellow der American Psychological Association  und der American Society of Clinical Hypnosis, sowie anerkannter Supervisor of the American Association for Marriage and Family Therapy. Er führt eine eigene Praxis und leitet Workshops weltweit. Er wurde und wird von namhaften Institutionen – wie der Mayo Clinic, Menninger Foundation oder am M. D. Anderson Cancer Center der University of Texas – zu Vorträgen eingeladen. 
Seine Ehe mit Sherron Peters wurde 1987 geschieden.

## Position
„Was immer ein Klient anbietet, wird für die Lösung genutzt.“

## Auszeichnungen
- 1980 Milton H. Erickson Award for Outstanding Contributions to Hypnosis, verliehen von The Netherlands Society of Clinical Hypnosis
- 1981 Milton H. Erickson Award of Excellence in Scientific Writing, vergeben vom American Journal of Clinical Hypnosis

## Deutschsprachige Publikationen
- Confluence: Ausgewählte Schriften von Jeffrey K. Zeig. Vol. 1, literatur-vsm, Wien 2012
- Einzelunterricht bei Erickson. Carl-Auer-Verlag, Heidelberg 2002
- Why are you creative? Schmidt, Mainz 1999
- Die Weisheit des Unbewussten. Carl-Auer-Verlag, Heidelberg 1995
- Psychotherapie. DGVT, Tübingen 1991
- Milton H. Erickson: Meine Stimme begleitet Sie überallhin. Hrsg. von Jeffrey K. Zeig. Klett-Cotta, 1985 (bereits in der 6. Auflage)